# Clan Date

Take-ni-suzum, el Kamon personal de Date Masamune.

El clan Date (伊達氏, Date-shi) era un llinatge de daimyos que va controlar el nord del Japó (la regió de Tōhoku) finals del segle xvi i en el període Edo. El seu membre més famós era la Date Masamune, que va establir el poder de la família venjant la mort del seu pare i amb el suport de Tokugawa Ieyasu.
El clan va ser fundat a principis del període Kamakura (1185-1333) per Isa Tomomune que venia de la província d'Hitachi (ara Prefectura d'Ibaraki), més precisament del districte de Isa. La família es va instal·lar al districte Date i va prendre el seu nom d'aquell districte (actual Prefectura de Fukushima) de la província de Mutsu que havia estat concedida a Isa Tomune per Minamoto no Yoritomo, el primer shogun del període Kamakura, per la seva ajuda en les guerres Genpei.
Durant les guerres de Nanboku-cho el 1330, el clan va donar suport a la Cort Imperial Sud de l'Emperardor Go-Daigo contra Kitabatake Akiie que havia estat designat per l'Emperador Chinjufu Shōgun o Comandant en Cap de la Defensa del Nord.
Com els senyors de la guerra van guanyar i perdre poder, tractant d'unificar el país en el període Sengoku, el clan Date junt a altres famílies poderoses, van fer tot el possible per conservar la independència i la dominació de les seves seccions de terra (a laques de la família Data, el llunyà nord). No obstant això no van aconseguir fama ni poder dels gustos d'Oda Nobunaga, Uesugi Kenshin o Toyotomi Hideyoshi. Ells van resistir les invasions d'aquests senyors de la guerra al nord.

## Membres
Segle XIV
- Date Muneto (1324-1385)
- Date Masamune (1353-1405)
- Date Ujimune (1371-1412)
- Date Mochimune (1393-1469)

Segle XV
- Date Narimune (1435-1487?)
- Date Hisamune (1453-1514)
- Date Uemune (1488-1565)

Segle XVI
- Date Harumune (1519-1577)
- Date Terumune (1544-1584 o 1585)
- Date Masamune (1567-1636)
- Date Masamichi (1578-1590)
- Date Hidemune (1591-1658)
- Date Tadamune (1599-1658)
- Date Shuyu (15??-1642)
- Date Munesane (?? - ??)
- Date Munekatsu

Segle XVII
- Date Munetomo
- Date Munetsuna (1603-1618)
- Date Munenobu (1603-1627)
- Date Munehiro (1612-1644)
- Date Munetoki (1615-1653)
- Date Torachiyomaru (1624-1630)
- Date Muneyoshi (1625-1678)
- Date Mitsumune (1627-1645)
- Date Munetoshi (1634-1708)
- Date Munezumi (1636-1708)
- Date Sourin (1640-1670)
- Date Tsunamune (1640-1711)
- Date Munefusa (1646-1686)
- Date Tsunamura (1659-1719)
- Date Munenori (1673-1694)
- Date Yoshimura (1680-1751)
- Date Muratoyo (1682-1737)
- Date Muraoki (1683-1767)
- Date Muranari (1686-1726)
- Date Murasen (1698-1744)

Segle XVIII
- Date Murasumi (1717-1735)
- Date Muranobu (1720-1765)
- Date Murakata (1745-1790)
- Date Murayoshi (1778-1820)

Segle XIX
- Date Yoshitaka (1812-1862)
- Date Yoshikuni (1825-1874)
- Date Kunninei (1830-1874)
- Date Kuninao (1834-1891)
- Date Kuninari (1841-1904)
- Date Munemoto (1866-1917)
- Date Takeshiro (1868-1908)
- Date Kunimune (1870-1923)

Segle XX
- Date Okimune (1906-1947)
- Date Munehide (1908-1964)
- Date Munemi (1918-1982)
- Date Sadamune (1937-1981)
- Date Yasumune (1959-)